# U-93 (1940)
U-93 — средняя немецкая подводная лодка типа VIIC времён Второй мировой войны.

## История
Заказ на постройку субмарины был отдан 30 мая 1938 года. Лодка была заложена 9 сентября 1939 года на верфи «Германиаверфт» в Киле под строительным номером 598, спущена на воду 8 июня 1940 года. Лодка вошла в строй 30 июля 1940 года под командованием капитан-лейтенанта Клауса Корта.

### Командиры
- 30 июля 1940 года — 30 сентября 1941 года капитан-лейтенант Клаус Корт (кавалер Рыцарского железного креста)
- 6 октября 1941 — 15 января 1942 года Хорст Элфе

### Флотилии
- 30 июля 1940 года — 1 октября 1940 года — 7-я флотилия (учебная)
- 1 октября 1940 года — 15 января 1942 года — 7-я флотилия

### История службы
Лодка совершила 7 боевых походов. Потопила 8 судов суммарным водоизмещением 43 392 брт.
Потоплена 15 января 1942 года в Северной Атлантике, в районе с координатами 36°10′ с. ш. 15°52′ з. д. глубинными бомбами с британского эсминца HMS Hesperus. 6 человек погибли, 40 членов экипажа спаслись.

### Атаки на лодку
- 17 октября 1940 года во время атаки на конвой OB-228 U-93 была трижды атакована: дважды глубинными бомбами с эскортных кораблей и третий раз авиабомбами с Сандерленда. Обошлось без повреждений.
- 10 февраля 1941 года британский самолёт атаковал U-93 бомбами и артогнём, нанеся повреждения и вынудив лодку вернуться на базу в Лорьян. Устранение повреждений заняло три месяца.
- 11 августа 1941 года у берегов Португалии преследовавшая конвой лодка подверглась интенсивной бомбардировке и была вынуждена вернуться на базу.